# Джапар-Берды
Джапа́р-Берды́ (также Джапар, Качикская, Киргыз; укр. Джапар-Берди, крымскотат. Ceppar Berdi, Джеппар Берди) — маловодная река (балка) в юго-западной части Керченского полуострова, длиной 9,2 км, с площадью водосборного бассейна 145 км². Относится в группе рек Керченского полуострова. Образуется слиянием балок Баш-Киргиз справа и Джав-Тобе — слева, на высоте 23 метра над уровнем моря, течёт почти строго на юг, впадая в вершину озера Качик, образуя обширный солончак. В балке в 1954 году сооружён пруд объёмом около 50 тысяч м³ и площадью 4 гектара для комплексного использования. Большая часть русла находится на территории морского полигона Воздушно-космических сил России «Чауда». Название балки происходит от бывшего селения Джапар-Берды (впоследствии Безводное), располагавшегося в ней.

### Притоки
У Джапар-Берды 2 истока-составляющих и ещё 5 притоков, три из них имеют собственные названия.
- Баш-Киргиз — правая составляющая, длиной 8,6 км, площадь водосборного бассейна 56,8 км²;
- Джав-Тобе — левая составляющая, длиной 11,0 км, площадь водосборного бассейна 39,4 км²;
- Коровья балка (также урочище Коровья Балка) — левый приток, впадает в 3,8 км от устья, длина 9,0 км, площадь водосборного бассейна 27,7 км²[5].